# Его прощальный обет
«Его́ проща́льный обе́т» (англ. His Last Vow) — третий и заключительный эпизод третьего сезона телесериала BBC Television «Шерлок», который рассказывает о приключениях современного Шерлока Холмса. Эпизод был впервые показан 12 января 2014 года на BBC One. Сценарий написан Стивеном Моффатом, эпизод срежиссирован Ником Харраном; музыка написана Майклом Прайсом и Дэвидом Арнольдом. Эпизод является современной адаптацией рассказа сэра Артура Конан Дойла «Конец Чарльза Огастеса Милвертона».
В эпизоде Шерлок Холмс (Бенедикт Камбербэтч) и Джон Ватсон (Мартин Фримен) берутся за дело об украденных письмах. Это приводит к конфликту с медиа-магнатом Чарльзом Огастесом Магнуссеном (Ларс Миккельсен), который специализируется на шантаже.
Во время первого показа эпизода на BBC One, зрительская аудитория составила 11,37 миллионов человек, с долей просмотра в 32,1%. Хотя количество зрителей уменьшилось по сравнению со «Знаком трёх» и «Пустым катафалком», он стал самым обсуждаемым в Твиттере эпизодом драматического телесериала в Великобритании. Эпизод получил признание критиков, и в особенности был отмечен Миккельсен за исполнение роли Магнуссена. За актёрскую игру в этом эпизоде Камбербэтч и Фримен получили премию «Эмми» в категориях «Лучшая мужская роль в мини-сериале или фильме» и «Лучшая мужская роль второго плана в мини-сериале или фильме» соответственно. Моффат также получил «Эмми» в категории Лучший сценарий мини-сериала, фильма или драматической программы.

## Сюжет
Джон Ватсон находит потрёпанного Шерлока Холмса в наркопритоне под действием наркотиков. Джон уговаривает его пройти лечение, однако Шерлок настаивает, что расследует дело. Майкрофт выясняет, что Шерлок копает под владельца газет и шантажиста Чарльза Огастеса Магнуссена. Шерлока наняла леди Элизабет Смоллвуд, чтобы тот провёл переговоры с шантажистом о возврате украденных писем её мужа. Майкрофт советует Шерлоку не связываться с Магнуссеном, но тот не слушает.
Джон также шокирован открытием, что Шерлок находится в отношениях с подружкой невесты Мэри, Джанин. Оказывается, что Шерлок встречается с ней только потому, что она является личным ассистентом Магнуссена. Он использует её, чтобы проникнуть в офис Магнуссена в Лондоне; там Шерлок и Джон обнаруживают Джанин без сознания. Шерлок сталкивается с Мэри, держащей Магнуссена на мушке. Мэри стреляет в Шерлока, который напрягает все свои силы, чтобы не потерять сознание. Его отвозят в больницу, где он умирает на операционном столе перед началом операции. В этот момент в своём подсознании Шерлок видит Мориарти. Он говорит Холмсу, что тот подведёт Джона, если умрёт; это даёт Шерлоку силы бороться за жизнь. В то же время в реальности сердце Шерлока вновь начинает биться. Хирурги пытаются привести его в чувство с помощью кислорода. Шерлок просыпается в операционной и говорит одно слово — «Мэри». Мэри приезжает в больницу, чтобы встретиться с Джоном, и слышит от него, что Шерлок выжил. Она навещает Шерлока, всё ещё находящегося в критическом состоянии, и предупреждает его не выдавать её. Джон, тем не менее, начинает что-то подозревать, так как Шерлок возвращает его кресло на Бейкер-стрит на место и оставляет флакончик с духа́ми Мэри на столике рядом.

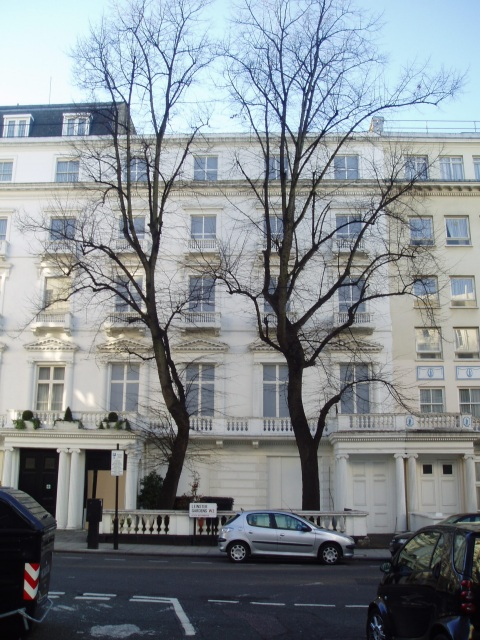
Дома № 23 и № 24 на Линстер-гарденс в Лондоне, которые являются не настоящими зданиями, а лишь фасадами, были использованы в эпизоде как место встречи Шерлока и Мэри.

Шерлок сбегает из госпиталя и устраивает встречу с Мэри. С помощью хитрости Шерлок раскрывает Джону тайную жизнь Мэри в качестве киллера. Они втроём отправляются на Бейкер-стрит, чтобы во всём разобраться. Она рассказывает им о своём прошлом, а также о том, что Магнуссен завладел информацией, благодаря которой её могут пожизненно посадить в тюрьму. Шерлок дедуктивным методом выясняет, что Мэри специально нанесла ему не смертельную рану и вызвала скорую. Шерлок говорит Джону, что видит пристрастие Джона к опасности и что, возможно, Мэри привлекла Джона именно из-за её скрытого прошлого. Мэри даёт Джону флэшку, содержащую всю информацию на неё (на флэшке написаны инициалы А. G. R. А.). Она говорит, что эта информация убьёт его любовь к ней. Джон принимает решение не смотреть флэшку и уничтожает её, говоря, что любит Мэри несмотря ни на что. Пара проводит Рождество с братьями Холмс в доме их родителей. Там Шерлоку представляется возможность опоить всех, за исключением Джона, чтобы они могли беспрепятственно украсть ноутбук Майкрофта. Шерлок берёт Джона на встречу с Магнуссеном в его поместье «Эпплдор», где по его мнению находится его архив. Во время разговора с Магнуссеном выясняется, что это именно он похитил Джона в «Пустом катафалке».
Шерлок предлагает Магнуссену обменять ноутбук Майкрофта, содержащий государственные секреты на информацию о Мэри. Однако Магнуссен знает о ловушке, расставленной Шерлоком. Затем Магнуссен объясняет план Шерлока Джону: секретная служба непременно отследит ноутбук с GPS-маячком, нагрянет в «Эпплдор», чтобы найти его, и у неё будет законное основание на обыск, во время которого будет обнаружен архив с информацией для шантажа. Не без удовольствия Магнуссен сообщает, что план провалится, так как архивы существуют лишь в его сознании — чертогах разума. Из-за передачи ноутбука с секретными данными Магнуссену Шерлок и Джон оказываются виновны в попытке продажи государственных тайн и могут быть заключены в тюрьму за государственную измену, в то время как Магнуссен останется на свободе. Когда Майкрофт и полиция прибывают, Шерлок стреляет в голову Магнуссену, так как это единственный способ спасти своих друзей и всех остальных от его власти.
Майкрофт убеждает правительство избавить Шерлока от судебного процесса, заменив альтернативным наказанием — отправить его на очень опасное задание в Восточную Европу. Тем не менее Шерлока тут же отзывают с этой миссии: на всех телеэкранах Великобритании начинается закольцованный показ изображения Джима Мориарти, спрашивающего «Соскучились по мне?» В сцене после титров появляется живой Мориарти, спрашивающий телезрителей, скучали ли они по нему.

### Съёмки

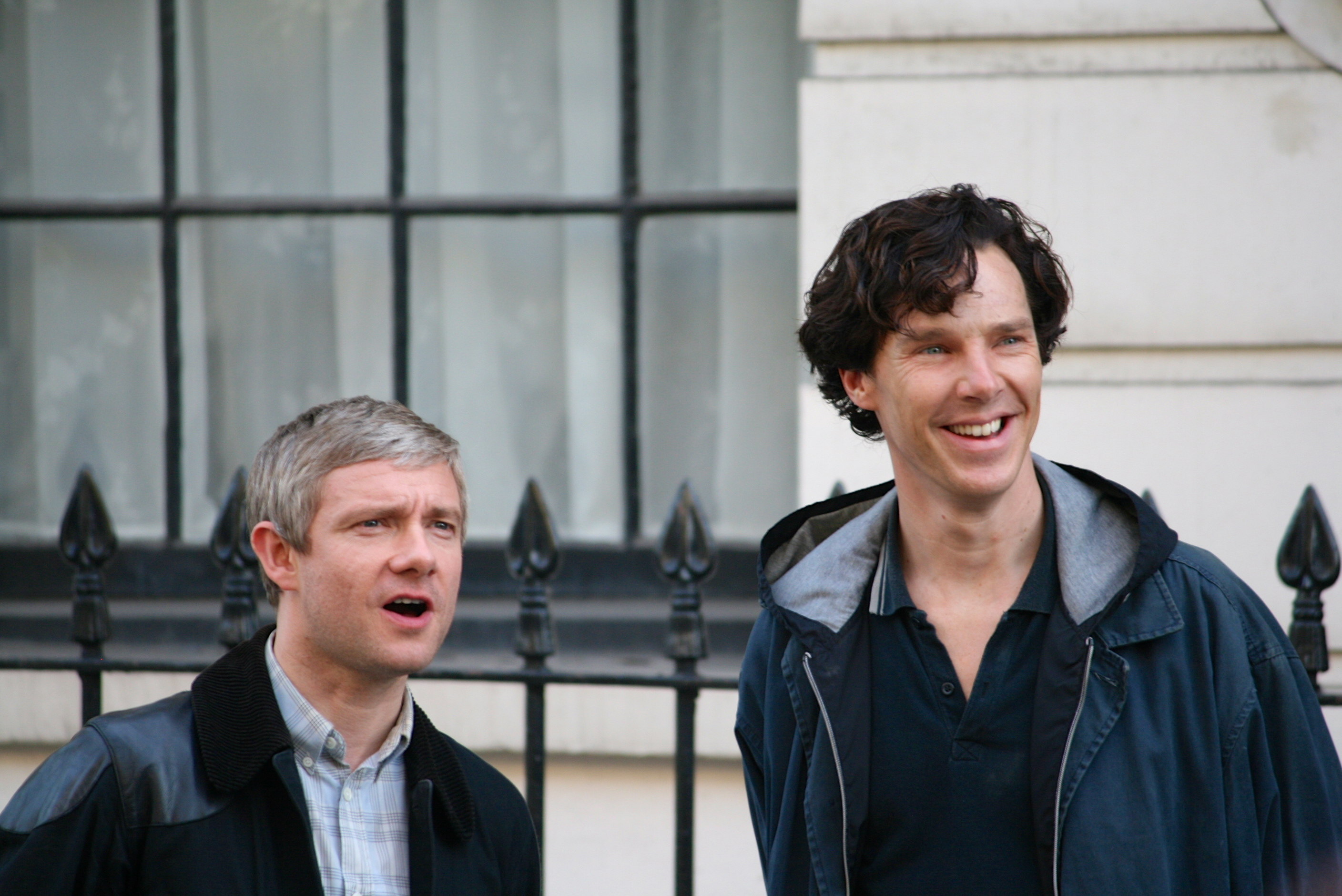
Мартин Фримен (слева) и Бенедикт Камбербэтч во время съёмок «Его прощального обета» в августе 2013 года.